# Chlorochaeta detenta
Chlorochaeta detenta är en fjärilsart som beskrevs av Walker 1862. Chlorochaeta detenta ingår i släktet Chlorochaeta och familjen mätare. Inga underarter finns listade i Catalogue of Life.